# 24 kaprysy na skrzypce solo

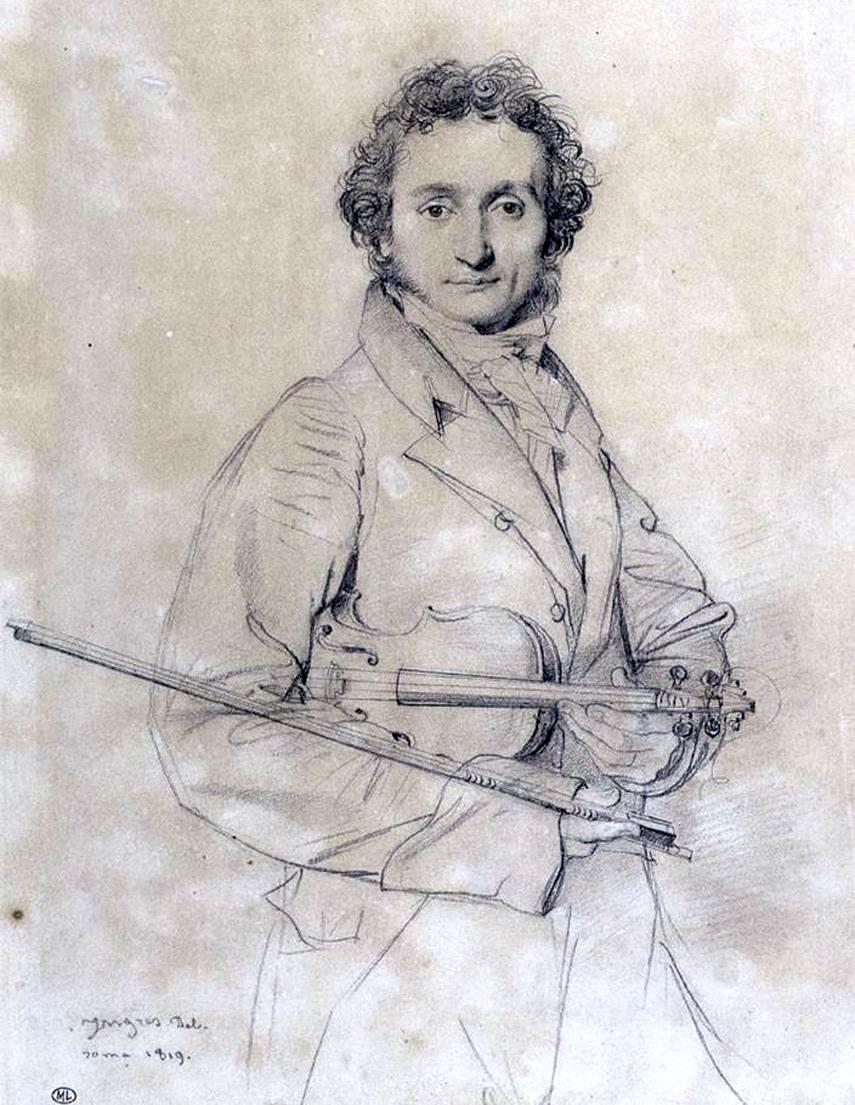
Niccolò Paganini

24 kaprysy na skrzypce solo Op. 1, to napisane przez Niccolò Paganiniego pomiędzy rokiem 1802 i 1817 a opublikowane w 1819 roku najsłynniejsze kaprysy o charakterze popisowym.
Kaprysy są utworzone w formie etiud, gdzie każda z nich ćwiczy różne umiejętności gry na skrzypcach (wielodźwięki, tryle, szybkie zmiany pozycji, smyczka, pizzicato lewą ręką itp.).

## Historia
Paganini zaczął komponować Kaprysy po ukończeniu studiów w Parmie. Kiedy je wydał, utwory zadedykował „wszystkim artystom”, nie konkretnej osobie.
Po raz pierwszy zostały opublikowane w 1819 roku.

## Lista kaprysów
- Kaprys Nr 1 „L’Arpeggio” w E-dur – Andante
- Kaprys Nr 2 w h-moll – Moderato
- Kaprys Nr 3 w e-moll – Sostenuto – Presto – Sostenuto
- Kaprys Nr 4 w c-moll – Maestoso
- Kaprys Nr 5 w a-moll – Agitato
- Kaprys Nr 6 „Il trillo” w g-moll – Lento
- Kaprys Nr 7 w a-moll – Posato
- Kaprys Nr 8 w Es-dur – Maestoso
- Kaprys Nr 9 „La caccia” w E-dur – Allegretto
- Kaprys Nr 10 w g-moll – Vivace
- Kaprys Nr 11 w C-dur – Andante – Presto – Andante
- Kaprys Nr 12 w As-dur – Allegro
- Kaprys Nr 13 „La risata del diavolo” w B-dur – Allegro
- Kaprys Nr 14 w Es-dur – Moderato
- Kaprys Nr 15 w e-moll – Posato
- Kaprys Nr 16 w g-moll – Presto
- Kaprys Nr 17 w Es-dur – Sostenuto – Andante
- Kaprys Nr 18 w C-dur – Corrente – Allegro
- Kaprys Nr 19 w Es-dur – Lento – Allegro Assai
- Kaprys Nr 20 w D-dur – Allegretto
- Kaprys Nr 21 w A-dur – Amoroso – Presto
- Kaprys Nr 22 w F-dur – Marcato
- Kaprys Nr 23 w Es-dur – Posato
- Kaprys Nr 24 w a-moll – Tema con Variazioni (Quasi Presto)

## Szczegóły
| Nr | uwagi |
| -- | --- |
| 1  | Zwany "L’Arpeggio", to kompozycja którą gra się przez wszystkie 4 struny. Utwór zaczyna się w E-dur, lecz później następuje transpozycja do e-moll, z kolei w 54 takcie występuje ponownie transpozycja do E-dur. W Kaprysie Nr 1 ćwiczona jest technika gry tzw. akordu łamanego, tj. arpeggio. |
| 2  | Kaprys drugi w h-moll skupia się na technice gry détaché. Składa się głównie z wielu przejść smyczka pomiędzy strunami, które ze sobą nie sąsiadują. |
| 3  | Kaprys Nr 3 to ćwiczenie smyczka legato oraz trylowania. Przy zmianie tempa z sostenuto na presto następuje transpozycja z e-moll do E-dur, przy ponownej zmianie tempa na sostenuto ponownie występuje transpozycja do e-moll. |
| 4  | Kaprys Nr 4 w c-moll to ćwiczenie z wieloma dwudźwiękami. |
| 5  | Ten Kaprys skupia się na pociągnięciach smyczka techniką ricochet. Utwór znany jest z niesamowitej szybkości i bardzo wysokiej trudności technicznej. Zaczyna się i kończy fragmentem, w którym dźwięki najpierw rosną arpeggio, a potem maleją zgodnie ze skalą. |
| 6  | Kaprys nazwany „Il trillo” w którym używa się leworęcznego tremolo. Melodia jest grana równolegle z tremolo. |
| 7  | Ten kaprys koncentruje się na grze techniką portato, jest w nim użyta duża ilość nut na jednym łuku. |
| 8  | W Kaprysie Nr 8 podczas gry tło muzyczne robią niższe dźwięki, wyższe grają melodię w tym samym czasie. Zawiera wiele tryli oraz wielodźwięków. |
| 9  | Kaprys nazywany "La caccia", głównie uczy dwudźwięków oraz gry ricochetem |
| 10 | Kaprys Nr 10 uczy głównie gry staccato, kiedy pociąga się smyczkiem w górę. Dźwięki staccato są przerywane przez wielodźwięki i tryle. |
| 11 | Kaprys zaczyna się i kończy sekcjami, które zawierają wiele dźwięków granych jednocześnie, pomiędzy nimi znajdują się dźwięki szybko skaczących w górę i w dół skali. |
| 12 | Kaprys Nr 12 jest stworzony w stylu określanym współcześnie jako drone. Technika gry jest niezwykle ciężka, gdyż zmusza skrzypka do wyciągania palców lewej ręki na duże odległości. |
| 13 | Kaprys Nr 13 nazywany „La risata del diavolo”, jest to utwór zaczynający się dwudźwiękami z umiarkowaną prędkością. W drugiej części jest potrzebna niezwykła biegłość lewej ręki, swoboda przechodzenia w pozycjach oraz zsynchronizowanie z prawą ręką, która musi być wypracowana w zmianie prędkości poruszania smyczka i jednocześnie grze détaché. |
| 14 | Kaprys pokazuje zdolność skrzypiec do wielodźwięków(akordów), pojawiają się trój- i czterodźwięki. Melodia imituje dźwięk fanfar. |
| 15 | Kaprys Nr 15 rozpoczyna się krótkim fragmentem dwudźwięków o interwale oktawy, często występuje arpeggio. |
| 16 | Pierwsza część Kaprysu przedstawia motyw, wymagający od skrzypka dobrej gry prawą i lewą ręką, kontrolą smyczka, ponieważ składa się z arpeggiów które występują zarówno na sąsiednich strunach, jak i na strunach, które są od siebie oddalone, konieczna jest również swoboda w zmienianiu pozycji lewej ręki. Ponad wszystko wymaga technika jest détaché. Kaprys wydaje się być krótki, ponieważ jest wykonywany w tempie presto.                                                                                        |
| 17 | Kaprys Nr 17 zawiera liczne trzydziestodwójki grane na strunach „A” i „E” przerywane dwudźwiękami na niższych strunach. Część środkowa jest znana z niezwykle trudnego przejścia oktawy. |
| 18 | Wstęp do Kaprysu Nr 18 to dźwięki grane na strunie "G" w bardzo wysokich pozycjach. Potem występują szybko grane dwudźwięki w interwale tercji. |
| 19 | Wstęp to dwudźwięki w interwale oktawy. Następnie konieczne jest granie przejściami pomiędzy strunami „G” i „A”, następują szybkie zmiany pozycji na strunie „G”. |
| 20 | Kaprys 20 słynie z wykorzystania struny "D" jako tła muzycznego. Melodia grana jest na strunach "A" i "E", imituje dudy. Następują szybkie przejścia szesnastek, tryle, oraz gra staccato. |
| 21 | Kaprys Nr 21 zaczyna się bardzo ekspresywnie, jest to melodia grana dwudźwiękami w interwale Seksty. Potem następuje część szybkiego ricochet. |
| 22 | Kaprys 22 odkrywa wiele dwu- i trójdźwięków przy grze Louré, następnie wdrażania poszczególne elementy ricochet, tremolo i przejścia pomiędzy strunami. |
| 23 | Melodia zaczyna się grą dwudźwięków w interwale oktawy. Kaprys Nr 23 jest trudny do zagrania, gdyż trzeba bardzo dobrze operować smyczkiem, szczególnie w przejściach pomiędzy strunami: skrzypek gra 3 szesnastki na strunie "G", a następnie musi szybko przejść do gry jednej szesnastki na strunie „E”, a następnie powrócić na strunę „G”, wszystko w szybkim tempie. |
| 24 | Kaprys Nr 24 jest to ostatni kaprys Niccolò Paganiniego z 24 Kaprysy na skrzypce solo. Dzieło, w tonacji a-moll, składa się z tematu, 11 wariacji, i finału. Jest powszechnie uważany za jeden z najtrudniejszych utworów, jakie kiedykolwiek napisano na skrzypce solo. Wymaga wielu bardzo zaawansowanych technik, takich jak granie równoległe w interwale oktawy i szybkie przesuwanie obejmujące wiele interwałów, bardzo szybkie arpeggio, pizzicato lewą ręką, wysokie pozycje i szybkie przejścia pomiędzy strunami. |